# È andata così (Valerio Sgargi)
È andata così è un singolo del cantautore italiano Valerio Sgargi, in collaborazione con il cantautore italiano Irama, pubblicato il 21 dicembre 2014.

## Descrizione
Il brano è scritto dallo stesso Irama con Giuseppe Fulcheri.

## Video musicale
Il video musicale è stato pubblicato il 26 giugno 2019 attraverso il canale YouTube della 10 Label Music Division.

## Tracce
Testi e musiche di Filippo Maria Fanti e Giuseppe Fulcheri.
1. È andata così (feat. Irama) – 3:47